# Osłabiacz Farmera
Osłabiacz Farmera – osłabiacz fotograficzny, świeżo przygotowany roztwór wodny tiosiarczanu sodu i żelazicyjanku potasu. Osłabiacz ten, ze względu na to, że nie zmienia kontrastu obrazu fotograficznego jest najpopularniejszym tego rodzaju preparatem stosowanym w obróbce fotografii czarno-białych.

## Działanie
Działanie osłabiacza Farmera polega na tym, że żelazicyjanek potasu wchodzący w jego skład reaguje ze srebrem.
4Ag + 4K3[Fe(CN)6]  → Ag4[Fe(CN)6] + 3K4[Fe(CN)6]
Tworzy się w tej reakcji nierozpuszczalny w wodzie żelazocyjanek srebra, który reaguje z zawartym w osłabiaczu tiosiarczanem sodu, dając łatwo rozpuszczalne w wodzie sole.
Ag4[Fe(CN)6] + 8Na2S2O3   →    4Na3[Ag(S2O3)2] + Na4[Fe(CN)6]

## Sposób przygotowania
Roztwór A
- tiosiarczan sodu krystaliczny – 100g
- woda do objętości 500 cm³

Roztwór B
- żelazicyjanek potasu – 10g
- woda do objętości 500 cm³

Przed użyciem należy zmieszać oba roztwory z wodą, od proporcji będzie zależała intensywność działania osłabiacza. Do 160 cm³ roztworu A musimy dodać 24 cm³ roztworu B by osłabiacz działał łagodnie, 48 cm³ by działał normalnie i 72 cm³ by działał intensywnie, w każdym z tych przypadków musimy uzupełnić powstały roztwór 100 cm³ wody. Otrzymany roztwór jest bardzo nietrwały, z tego powodu należy go użyć zaraz po sporządzeniu. Osłabiacz ten może powodować powstawanie żółtego zabarwienia w jasnych partiach osłabionego materiału.